# Shahrdari Sirdjan Football Club
Le Shahrdari Sirdjan Football Club (en persan : باشگاه فوتبال زنان شهرداری سیرجان), plus couramment abrégé en Shahrdari Sirdjan, est un club iranien de football féminin basé dans la ville de Sirdjan.

## Histoire
Le Shahrdari Sirdjan remporte le Championnat d'Iran en 2016, puis en 2021. Il se qualifie alors pour le Championnat féminin des clubs de l'AFC 2021, terminant à la deuxième place.

## Bilan sportif

### Palmarès
- Championnat féminin des clubs de l'AFC
  - Vice-champion : 2021
- Championnat d'Iran féminin (2) :
  - Champion : 2016 et 2021.
  - Vice-champion : 2018 et 2019.